# Poza de la Vega
Poza de la Vega ist ein Ort und eine nordspanische Gemeinde (municipio) mit 166 Einwohnern (Stand: 2024) in der Provinz Palencia der Autonomen Gemeinschaft Kastilien-León. 

## Lage und Klima
Poza de la Vega liegt in der altkastilischen Meseta in einer Höhe von ca. 990 m. Die Provinzhauptstadt Palencia befindet sich gut 80 km (Fahrtstrecke) südsüdöstlich. Das Klima im Winter ist kühl, im Sommer dagegen trotz der Höhenlage gemäßigt bis warm; Niederschläge (ca. 659 mm/Jahr) fallen überwiegend im Winterhalbjahr.

## Bevölkerungsentwicklung
| Jahr      | 1970 | 1981 | 1991 | 2001 | 2011 | 2021 |
| Einwohner | 421  | 355  | 317  | 283  | 229  | 175  |

## Sehenswürdigkeiten

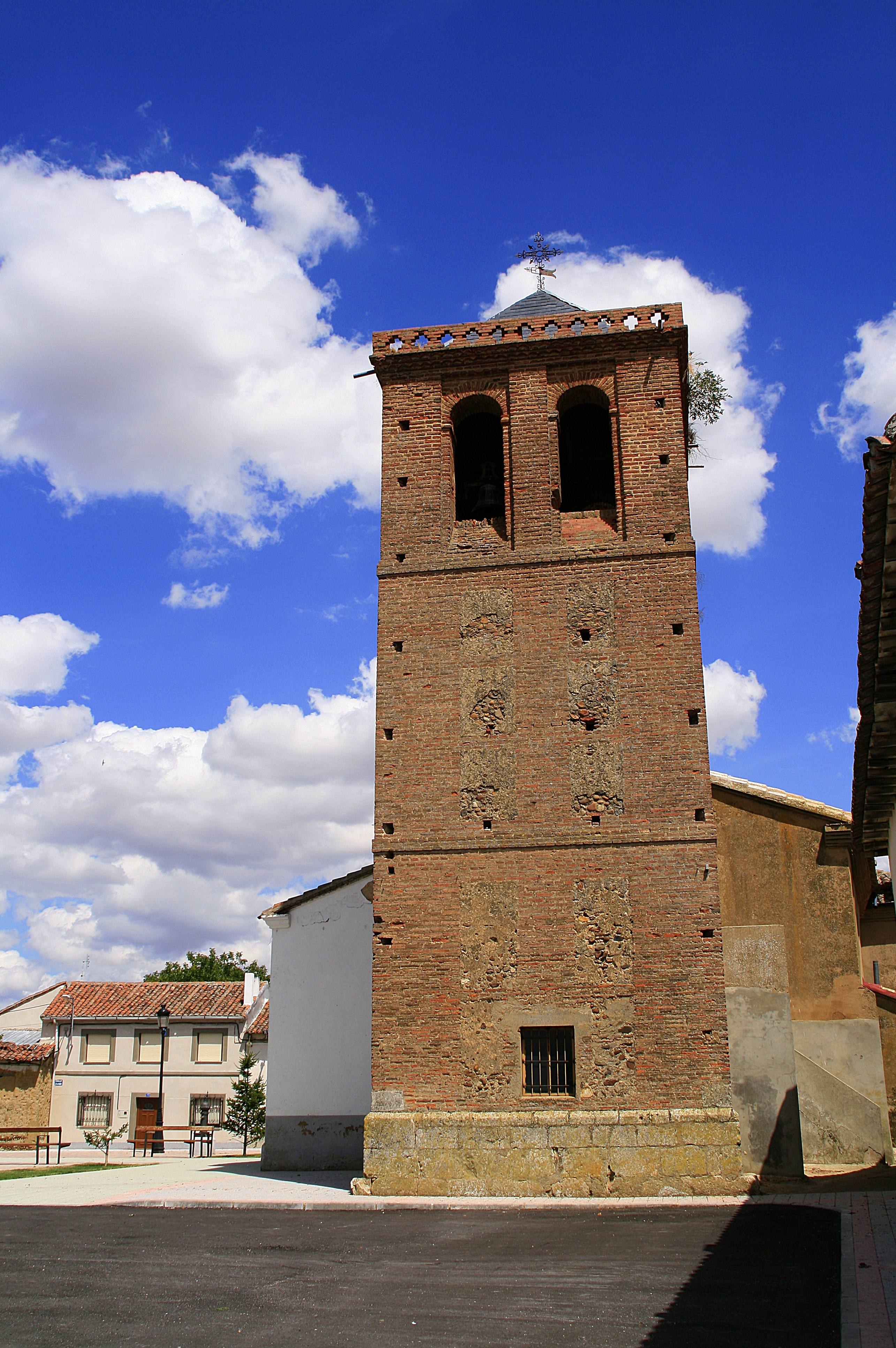
Andreaskirche

- Andreaskirche